# 755 Quintilla
755 Quintilla este un asteroid din centura principală, descoperit pe 6 aprilie 1908, de Joel Metcalf.